# Cráneo el Asesino
Cráneo el Asesino (James Patrick Scully) es un personaje que aparece en los cómics estadounidenses publicados por Marvel Comics. El personaje debutó en su propio libro en agosto de 1975.

## Creación
La idea de Cráneo el Asesino se le ocurrió a Marv Wolfman en 1973, mientras trabajaba como asistente de edición para DC Comics. Wolfman expresó el concepto básico:
"empujó todo un edificio de oficinas del centro de Manhattan a un entorno prehistórico, a una jungla habitada por dinosaurios, y observó cómo nosotros, los sedentarios modernos, nos las arreglaríamos en un mundo totalmente extraño pero familiar. Pero el escenario iba a ser más que simplemente un dinosaurio. cómico. Habría una trama secundaria... una que trataría sobre hombres de las cavernas, y, ¿deberíamos revelar el secreto? ¡Otros períodos de tiempo, el Triángulo de las Bermudas y más! En efecto, hace cuatro años, la intención era que Cráneo se convirtiera en una serie de dinosaurios cósmicos."

## Historial de publicaciones
Cráneo el Asesino tuvo su propia serie en curso a partir de agosto de 1975, que tuvo ocho números. Apareció más tarde en las series Quasar, Fantastic Four, X-Men y Squadron Supreme.

## Biografía ficticia
Cráneo el Asesino es un soldado entrenado convertido en superhéroe que usa un cinturón de poder Escorpión que mejora su fuerza y durabilidad. El cinturón también tiene efectos conservantes sobre el metabolismo del cuerpo. En una ocasión, Scully pudo canalizar energía en fuerza explosiva. Se desconocen todas las capacidades del cinturón.
Jim Scully era un aventurero cuyo avión atravesó un túnel del tiempo en el Triángulo de las Bermudas, abandonándolo a él y a sus tres compañeros en una Tierra alternativa donde coexistían dinosaurios, primitivos y extraterrestres. Scully y sus tres compañeros finalmente fueron rescatados y devueltos a su propio mundo por la Cosa de Los 4 Fantásticos.El sirvió en el equipo de investigadores ocultistas del Doctor Druid, la Tropa de Choque, junto con Sepulcher y N'Kantu, la Momia Viviente.El estaba intentando encontrar una manera de quitar el cinturón de energía, que recientemente había sido dañado y había alterado su apariencia. Su piel se había vuelto transparente, mostrando sólo un esqueleto verde brillante. Durante este tiempo, había adoptado el alias del oscuro héroe de la Edad de Oro, Blazing Skull.El se cruzó con héroes como  Quasar y el Capitán América mientras era miembro del equipo. Finalmente, el Doctor Druid pudo devolverle su apariencia normal y abandonó el equipo. Algún tiempo después, los intentos de quitarle el cinturón le hicieron perder el metabolismo juvenil que le proporcionaba el cinturón.El aumentó de peso y perdió gran parte de la forma física que el cinturón le había mantenido a lo largo de los años. Mientras servía como guardaespaldas, él conoció y tuvo una aventura con Hawkeye. 
Cráneo el Asesino encontró su camino de regreso a la Tierra alternativa como miembro de una expedición de prospección, junto con Lee Forrester, y envió un mensaje a la Tierra Marvel, pidiendo ser salvado. La Fundación Futura encontró la boya de mensajes y se puso en contacto con los X-Men (ya que Forrester, que había grabado el mensaje, había pedido específicamente a Cíclope y Magneto), y los dos equipos viajaron a través del portal a la otra Tierra.Los héroes descubrieron que el tiempo pasa de manera diferente en el nuevo reino y que los supervivientes habían experimentado el paso de tres años desde que se lanzó la boya. Después de que un intento de invasión del Emperador alienígena contra las Tierras de ambos grupos fuera frustrado por los esfuerzos de los héroes, Cráneo y Lee, que se habían enamorado el uno del otro, decidieron quedarse atrás y salvaguardar dos artefactos que aseguraría la paz entre las tribus alternativas de la Tierra.
Cráneo ayuda al Escuadrón Supremo a escapar del Doctor Druid, quien se ha apoderado de Mundo Extraño.

## Poderes y habilidades
Cráneo el Asesino no tiene superpoderes, pero usa un cinturón de poder de Escorpión que mejora su fuerza y durabilidad.

## Otras versiones

### Mundo Extraño
Durante la historia de Secret Wars, una variación de Cráneo el Asesino reside en el dominio Battleworld de Mundo Extraño. Arkon lo encuentra en el "Swayin' Saloon" donde Cráneo lo estaba esperando. Mientras bebía, Cráneo el Asesino le reveló a Arkon que Morgan le Fay lo había enviado para matarlo y ambos hombres comenzaron a pelear. En un intento fallido de matarse a sí mismo y a su enemigo, Arkon cortó las cuerdas que mantenían suspendido el salón y cayeron al pantano. Cuando Arkon recuperó la conciencia después de la caída, se encontró atrapado en enredaderas y rodeado por los Hombres-Cosas.Arkon comenzó a alucinar al ver a Polemachus boca abajo, cuando Cráneo lo liberó de las enredaderas atacándolo ferozmente. La alucinación terminó con la llegada de la Reina del Pantano de los Hombres-Cosas, una versión de Jennifer Kale que está detrás de la rebelión contra Morgan le Fay. Después de una breve conversación con los dos guerreros, la Reina del Pantano los obligó a enfrentar sus miedos para sobrevivir y convertirse en sus aliados contra le Fay. Sin embargo, solo Cráneo aceptó la oferta de convertirse en su aliado, mientras que Arkon abandonó el Bosque de los Hombres-Cosas para seguir buscando a Polemachus.

## Ediciones recopiladas
- Skull the Slayer; recopila Skull the Slayer #1-8, Marvel Two-in-One #35-36; Marvel, 2015.